# دویکو خینچاگوف
دویکو خینچاگوف (روسی: Девико Гочаевич Хинчагов؛ زادهٔ ۴ سپتامبر ۱۹۸۷) بازیکن فوتبال اهل روسیه است.
از باشگاه‌هایی که در آن بازی کرده‌است می‌توان به باشگاه فوتبال زسکا روستوف-نا-دونو، باشگاه فوتبال روتور ولگوگراد، و باشگاه فوتبال کراسنودار-۲۰۰۰ اشاره کرد.